# Лимпопо (зоопарк)
Зоопа́рк «Лимпопо́» — первый частный зоопарк в России, расположенный в Сормовском районе Нижнего Новгорода, на юго-западной окраине Сормовского парка культуры и отдыха. Он был основан в 2003 году Владимиром Герасичкиным и стал вторым на территории Нижнего Новгорода после зоопарка «Мишутка» в парке «Швейцария», который открылся на 8 лет ранее. На данный момент в коллекции зоопарка представлено 230 видов животных — всего более 1300 особей. Занимаемая площадь 7,1 га.
Питомцы зоопарка обитают на двух площадках. На территории зоопарка проходят общегородские и районные праздники. Ежегодно проводится акция «Посади своё дерево», празднуется День защиты животных, отмечаются Дни рождения крупных зверей. Имена новорожденным животным зачастую дают нижегородцы, принимающие участие в тематических конкурсах.

## История
В 2009 году в «Лимпопо» начал работу контактный зоопарк «Русская деревня», выполненный в стилистике деревенского двора.
Символом зоопарка является сова. Именно её появление в жизни Владимира Герасичкина и подсказало ему идею создания зоопарка. Эту птицу директор «Лимпопо» отбил у стаи ворон, после чего и принял решение организовать частный зоопарк в Нижнем Новгороде. За 14 лет в «Лимпопо» поселились амурские тигры, зебры, жираф, розовый фламинго, капский трубкозуб, ягуар, зубры, росомахи, овцебыки, тапир, капибары, оцелот, пумы, индийские дикобразы, журавли, африканские страусы, бурые медведи, белоголовые сипы, выдра, птицы-носороги, еноты-полоскуны, аисты и другие птицы и звери.

## Современное состояние
Коллекция животных в «Лимпопо» пополняется не только за счёт средств самого зоопарка, но и благодаря меценатам. Так, зоопарку были подарены рыси, африканские страусы, зубры, японские макаки, соболь и тигр.
Зоопарк «Лимпопо» является лауреатом премии Нижнего Новгорода в номинации «За участие в социально-значимых программах города Нижнего Новгорода», он принят в Евроазиатскую ассоциацию зоопарков и аквариумов. Зоопарк сотрудничает с социально-реабилитационным центром «Вера», школами Московского района, Автозаводским Наркоцентром «Дети против наркотиков», коррекционной школой-интернатом и другими учебно-воспитательными заведениями.